# قرار مجلس الأمن التابع للأمم المتحدة رقم 1542
قرار مجلس الأمن التابع للأمم المتحدة رقم 1542، الذي تم تبنيه بالإجماع في 30 أبريل 2004، بعد تلقي تقرير من الأمين العام كوفي عنان، شجب المجلس جميع انتهاكات حقوق الإنسان في هايتي وحث حكومة هايتي على تعزيز حقوق الإنسان وسيادة القانون واستقلال القضاء.
وكرر المجلس أيضا دعوته لتقديم المساعدة الدولية لهايتي على المدى الطويل، ورحب بالإجراءات والدعم من جانب منظمة الدول الأمريكية والجماعة الكاريبية والمؤسسات المالية.
وبالإشارة إلى الوضع في هايتي، أنشأ القرار بعثة الأمم المتحدة لتحقيق الاستقرار في هايتي التي دعا إليها القرار 1529 (2004) لفترة أولية مدتها ستة أشهر، بنية التجديد لفترات أخرى. ووفقًا لتقرير الأمين العام، قرر المجلس أن البعثة ستتألف من عنصر مدني وعسكري يتعاون مع منظمة الدول الأمريكية والجماعة الكاريبية ومنظمات أخرى.
ويمضي القرار في تحديد ولاية بعثة الأمم المتحدة لتحقيق الاستقرار في هايتي في مجالات تشمل توفير بيئة آمنة ومستقرة وحقوق الإنسان ودعم العملية السياسية في هايتي.
وتتألف القوة من 17 دولة من بينها الأرجنتين وبوليفيا وكندا والأردن وفرنسا وكوريا الجنوبية والولايات المتحدة، وشرطة من 41 دولة من بينها الأرجنتين وبنغلاديش والبرازيل ومصر وروسيا وإسبانيا.
تمت الإشادة بالقرار 1542 باعتباره تحسنًا في ولايات الشرطة السابقة نظرًا لوضوحه ودمج أعمال الشرطة في إطار واسع لسيادة القانون.

## روابط خارجية
- نص القرار في undocs.org
- موقع بعثة الأمم المتحدة لتحقيق الاستقرار في هايتي